# Матовка
Ма́товка (фин. Matautio) — деревня в Котельском сельском поселении Кингисеппского района Ленинградской области.

## История
Упоминается как пустошь Verdeia Pustaia Ödhe в Толдожском погосте в шведских «Писцовых книгах Ижорской земли» 1618—1623 годов.
На карте Ингерманландии А. И. Бергенгейма, составленной по шведским материалам 1676 года, она обозначена как деревня Wärda.
Как деревня Пустая Вердия упомянута на карте Ингерманландии А. Ростовцева 1727 года.
На карте Санкт-Петербургской губернии Ф. Ф. Шуберта 1834 года обозначена как деревня Пусто-Вердиво (Матовка).

ПУСТОВЕРДЕВО — деревня принадлежит генерал-майору Альбрехту, число жителей по ревизии: 16 м. п., 26 ж. п. (1838 год)

В пояснительном тексте к этнографической карте Санкт-Петербургской губернии П. И. Кёппена 1849 года она записана как деревня Matautio (Матовка) и указано количество её жителей на 1848 год: савакотов — 17 м. п., 20 ж. п., всего 37 человек, води — 2 м. п., 1 ж. п., всего 3 человека.
Согласно карте профессора С. С. Куторги 1852 года деревня назвалась Пусто Вердия (Матовка).

МАТОВКА — деревня генерал-майора Албрехта, по просёлочной дороге, число дворов — 8, число душ — 20 м. п. (1856 год)

МАТОВКА — деревня, число жителей по X-ой ревизии 1857 года: 22 м. п., 23 ж. п., всего 45 чел.

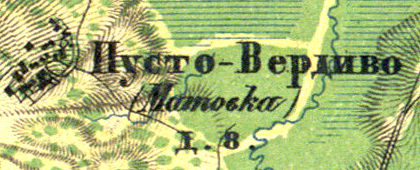
Деревня Матовка на карте 1860 года

Согласно «Топографической карте частей Санкт-Петербургской и Выборгской губерний» в 1860 году деревня называлась Пусто-Вердиво (Матовка) и насчитывала 8 крестьянских дворов.

МАТТОВКА (ПУСТО-ВЕРДИВО) — деревня владельческая при колодцах, число дворов — 8, число жителей: 22 м. п., 23 ж. п. (1862 год)

МАТОВКА — деревня, по земской переписи 1882 года: семей — 10, в них 16 м. п., 21 ж. п., всего 37 чел.

МАТОВКА — деревня, число хозяйств по земской переписи 1899 года — 9, число жителей: 19 м. п., 23 ж. п., всего 42 чел.;
 разряд крестьян: бывшие владельческие; народность: русская — 4 чел., финская — 38 чел.

В конце XIX — начале XX века деревня административно относилась к Котельской волости 2-го стана Ямбургского уезда Санкт-Петербургской губернии. Население деревни было исключительно финским.
Согласно данным переписи населения СССР 1926 года в деревне Матовка Корветинского сельсовета Котельской волости Кингисеппского уезда проживали 46 человек, большинство финны, а также русские.
По данным 1933 года деревня Матовка входила в состав Корветинского сельсовета Кингисеппского района.
По данным 1966 и 1973 годов деревня Матовка находилась в составе Великинского сельсовета.
По данным 1990 года деревня Матовка находилась в составе Котельского сельсовета.
В 1997 году в деревне Матовка проживал 1 человек, в 2007 году — постоянного населения не было.

## География
Деревня расположена в северо-восточной части района к северу от автодороги А180 (E 20) (Санкт-Петербург — Ивангород — граница с Эстонией) «Нарва».
Расстояние до административного центра поселения — 13 км.
Расстояние до ближайшей железнодорожной платформы Кямиши — 7 км.

## Демография
| 1862 | 2007 | 2010 | 2017 |
| ---- | ---- | ---- | ---- |
| 45   | ↘0   | →0   | →0   |

### Национальный состав
Согласно данным Всероссийской переписи населения 2021 года в деревне проживали 2 человека, все русские.